# Mezőkecsed
Mezőkecsed (románul: Miceștii de Câmpie) település Romániában, Erdélyben, Beszterce-Naszód megyében.

## Fekvése
Kolozsvár-Mocs-tól északra fekvő település.

## Története
Mezőkecsed nevét 1329-ben t. Kychyd néven említette előszt oklevél, mint Budatelkével határos települést.
1360-ban Kucheth, 1733-ban Kitsud, 1839-ben Ketsed, 1850-ben, 1857-ben és 1863-ban  Kecsed, Mező-Ketsed, 1873-ban, 1880-ban Kecsed (Mező-), 1890-ben Mező-Kecsed néven írták.
A trianoni békeszerződés előtt Kolozs vármegye Mezőörményesi járásához tartozott.
1910-ben 757 lakosából 21 magyar, 11 német, 712 román volt. Ebből 730 görögkatolikus, 10 református, 10 izraelita volt.

## Források

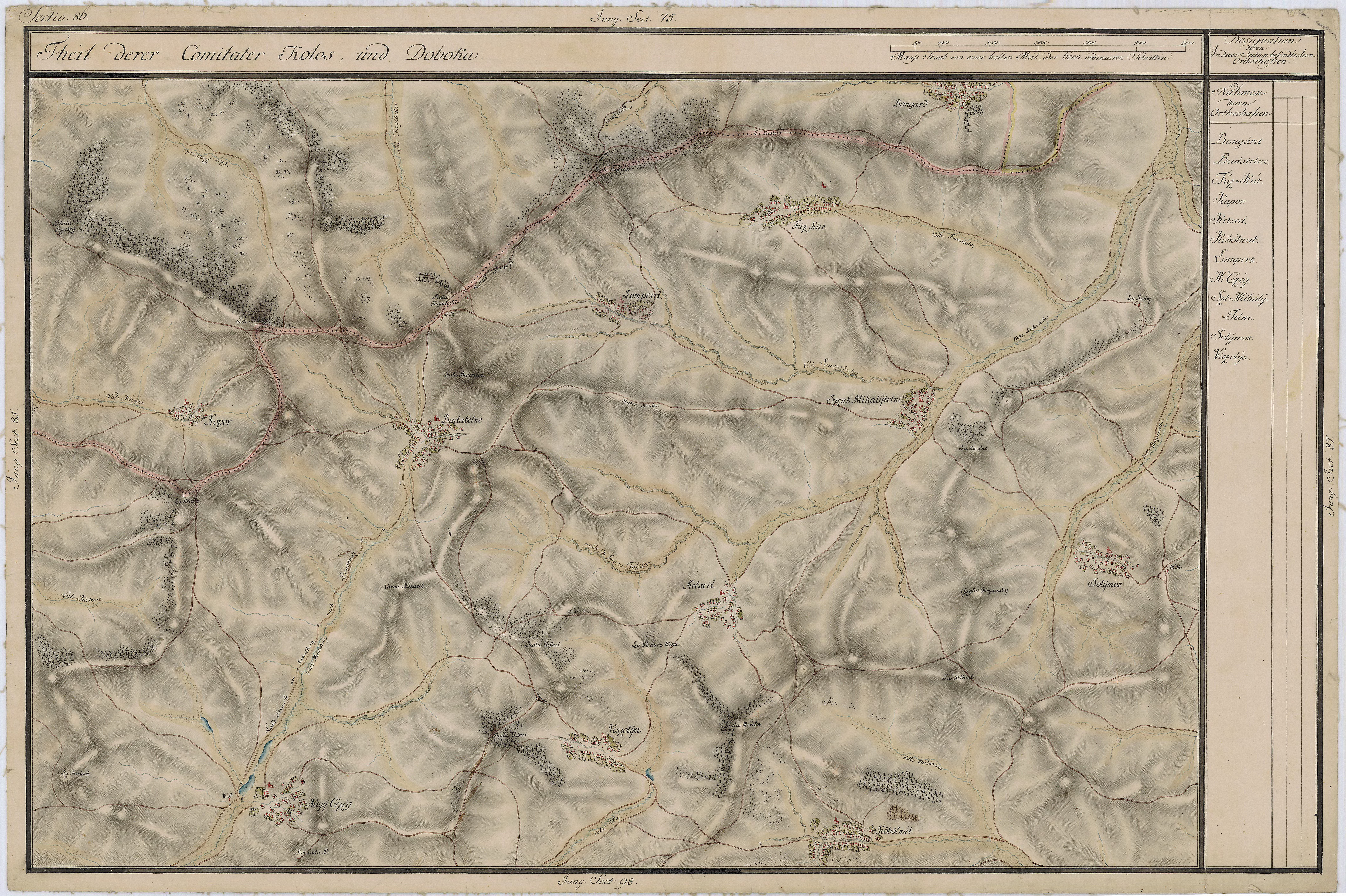
Mezőkecsed egy régi térképen